# NGC 6846
NGC 6846 ist ein offener Sternhaufen vom Trumpler-Typ IV1p im Sternbild Cygnus, der eine scheinbare Helligkeit von 14,2 mag hat. Das Objekt wurde am 17. August 1873 von Edouard Stephan entdeckt.